# Jogo de Damas (filme)
Jogo de Damas é um filme português do género drama, realizado por Patrícia Sequeira e escrito por Filipa Leal, protagonizado por Ana Nave, Ana Padrão, Fátima Belo, Maria João Luís e Rita Blanco. Foi exibido no Lisbon & Estoril Film Festival a 11 de novembro de 2015. Estreou-se em Portugal a 28 de janeiro de 2016.

## Sinopse
Uma reflexão sobre a amizade, que reflete muito o processo criativo de cinco atrizes que a circunstância de um filme uniu.
Somos seres humanos ou somos jogadores?
- Se a vida fosse um jogo, Marta tê-lo-ia perdido. Ela fugiu do amor, e perdeu a vida antes de conseguir tomar uma grande decisão. Depois do funeral, as suas cinco melhores amigas decidem juntar-se numa casa no meio do Alentejo onde Marta planeara abrir um turismo rural. O vazio da perda e os segredos que vão sendo revelados ao longo dessa noite, irão testar as suas amizades como nunca.

## Elenco
- Ana Nave como Maria
- Ana Padrão como Dalila
- Fátima Belo como Ema
- Maria João Luís como Ana
- Rita Blanco como Mónica

## Produção
O filme teve um orçamento de cento e quarenta mil euros e a rodagem aconteceu em novembro de 2014.
Trata-se da primeira longa-metragem da R.I. Filmes, a produtora de Patrícia Sequeira.

## Receção
Jogo de Damas arrecadou 27 627,42 € nas bilheteiras de Portugal, com um total de 5 748 espetadores.

## Reconhecimento internacional
Jogo de Damas conta já com 20 prémios internacionais, 30 nomeações, e 21 selecções oficiais.[carece de fontes?]